# Bertrand Russell
Bertrand Russell (Trellech, 1872. május 18. –‎ Plas Penrhyn vagy Penrhyndeudraeth, 1970. február 2.) irodalmi Nobel-díjas angol matematikus, logikatudós, filozófus és szociológus, Russell 3. grófja, közéleti személyiség.

## Élete
A Bedford hercegek oldalágának, a Russell grófok családjának tagja volt. Nagyapja, John Russell kétszer volt Anglia kormányfője, apja liberális célokért lépett fel. Kétéves korában veszítette el édesanyját, aki diftériában halt meg, nem egészen két évvel később az édesapját is. Nagyszülei arisztokrata szokás szerint nem nyilvános iskolába járatták, hanem házitanítókkal neveltették. Tizenegy évesen kételkedni kezdett a vallásban[forrás?], neveltetésén szkeptikus és ateista gondolkodása túllépett. Eukleidész világába bátyja vezette be, matematikai érdeklődése egyre erősödött, filozófiai munkásságát is ekkori élményei határozták meg. 1890-ben a cambridge-i Trinity College hallgatója lett, ahol matematikát és filozófiát tanult. Tanára a későbbi szerzőtárs, Whitehead volt. Filozófiából szerzett diplomát 1894-ben, majd a párizsi angol nagykövetségen lett attasé, ám a diplomáciai pálya nem vonzotta.
Megnősült és amerikai feleségével az USA-ba, majd Németországba ment. Két évig nem-euklideszi geometriát tanított Amerikában, majd Németországban közgazdaságtant hallgatott, „Tanulmány a geometria alapjairól” című műve nyomán Cambridge-ben előadó lett. Egy ideig tagja volt a Fábiánus Társaságnak, megismerkedett a marxizmussal is, belépett a Munkáspártba, ám már 1896-os, német szociáldemokráciáról írt könyvében bírálta a marxizmust. 1898-ban az idealizmus ellen fordult, s élete végéig empirista és pozitivista maradt.[forrás?]
1908-ban akadémiai tag, 1910-ben cambridge-i professzor lett. Az első világháború alatt a katonai szolgálatot megtagadók mellé állt, pacifizmusa miatt 1916-ban elbocsátották állásából, 1918-ban pedig fél évre bebörtönözték, „Bevezetés a matematikai filozófiába” című művét ott írta. 1920-ban másodszor megnősült, a Szovjetunióba és Kínába utazott, Lenint is felkereste. Könyve, „A bolsevizmus elmélete és gyakorlata” bírálta a totalitarizmust és megjósolta a későbbi sztálinizmus sok vonását. A bolsevik rendszerrel szembeni kritikussága mellett baloldali vonzódását azonban megőrizte.[forrás?]
1910 és 1913 között Whiteheaddel megírták monumentális művüket, A matematika alapjai-t. Ebben megkísérelték az egész matematika felépítését a logikai alapelvekre helyezni.[forrás?]
A két világháború között sokat utazott és dolgozott. 1927-ben kísérleti iskolát alapított Petersfieldnél, ezt később elvált felesége vezette. Az iskola sok vonatkozásban hasonló volt, mint a máig működő Summerhill iskola, amelyet Alexander Sutherland Neill alapított. Pacifistaként támogatta az 1938-as Müncheni egyezményt, a háború kitörése után Hitler legyőzését mindennél fontosabbnak tartotta. 1936-ban harmadszor is házasságot kötött. 1938–39-ben az Egyesült Államokban tanított, professzori kinevezését a bíróság azzal törölte, hogy szexuális szabadosságot hirdet. Ezután a Barnes-alapítványnál tanított 1943-ig, majd újra Cambridge-ben lett tanár.[forrás?]
Az 1945-ben megjelent könyve, „A nyugati filozófia története” és fellépései a BBC műsoraiban igen népszerűvé tették, ismertségét csak fokozta 1949-ben kapott Érdemrendje és 1950-es irodalmi Nobel-díja. Ekkor fordult érdeklődése a nemzetközi politika felé. Bekapcsolódott a békemozgalomba. 1952-ben negyedszer is megnősült. Elítélte az 1954-es Bikini-szigeteki hidrogénbomba-robbantást, Albert Einsteinnel és más Nobel-díjasokkal közzétett nyilatkozata a Kelet és Nyugat tudósait közös tanácskozásra hívta. Ebből lett a Pugwash-mozgalom, melynek elnökévé 1957-ben megválasztották. 1958-ban állt az atomleszerelést követelők élére, 1960-ban létrehozta a Százak bizottságát, polgári engedetlenségre buzdított, majd 1961-ben 89 évesen tömeges ülősztrájkot szervezett az atomleszerelésért. Ezért két havi börtönre ítélték, de betegsége miatt csak hét napot ült le.[forrás?]
Utolsó éveiben az Egyesült Államok vietnámi háborús politikáját bírálta, Jean-Paul Sartre-ral és másokkal összehívta a Háborús Bűnök Nemzetközi Bíróságát a vietnámi atrocitások ügyében. A hatvanas évek végén adta ki három kötetben nagy sikerű önéletrajzát.[forrás?]

## Filozófiája
Több mint negyven könyvet és számtalan cikket írt. Témakörük a matematikától és fizikától a filozófián és logikán keresztül az etikáig, a szociológiáig, a történelemig, a teológiáig és a politológiáig terjed.
Az ismeretelméletben fő célja volt, hogy megállapítsa: miről, mekkora biztonsággal mondhatjuk, hogy tudjuk. A tudásba vetett korlátlan hit mérséklését, a kifejezés egyszerűsítését „A jelentés és az igazság vizsgálata” (1940), s „Az emberi tudás területe és határai” (1948) című műveiben kísérelte meg. Második célját, a matematika visszavezetését logikai alapelvekre, a két tan összekötését "A matematika alapjai" (Principia Mathematica) című, Whiteheaddel közösen irt monumentális műve által kívánta megvalósítani. (A mű három kötetben, 1910 és 1913 között jelent meg.)
Russell fedezte fel a halmazelmélet egyik ellentmondását (Russell-paradoxon), és kiküszöbölésére több változatban is kidolgozott egy ún. típuselméletet, amelyek a Principia Mathematica különböző kiadásaiban eltérően szerepelnek. Végül a típuselméletnek sikerült egy tartható változatát kidolgozni, amely azonban a matematikusok többsége szerint nem volt elég könnyen kezelhető, és túl szigorú is volt. A problémára ehelyett tehát a Zermelo–Fraenkel-halmazelméletet fogadják el. A Principia ennek ellenére egy olyan programot valósított meg, amelynek sok elgondolása a mai matematikatanításban még mindig szerepel..[forrás?]
A harmadik fő cél a nyelv elemeire, egyszerű kijelentésekre bontása, amit „A tudat elemzése” (1921) és „Az anyag elemzése” (1927) című munkáiban végzett el. Az előbbi az anyagot és az elmét azonos elemekből épült különböző rendszerekként mutatja be..[forrás?]
Analitikus filozófiája a 20. század egészében érvényesült, atomizmusára tanítványa, Ludwig Wittgenstein munkássága is visszahatott. Russell a 20-as években fizikai, erkölcsi és nevelési témákról írt népszerűsítő munkákat. Szellemes művei erkölcsi, politikai, eszmei radikalizmusát s baloldaliságát tükrözik..[forrás?]

## Családfa
- John Russell (1766–1839),  Bedford 6. hercege ∞¹ Georgiana Byng (1768–1801) ∞² Georgiana Gordon (1781–1853)
  - ¹Francis Russell (1788–1861),  Bedford 7. hercege ∞ Anna Maria Stanhope (1783–1857)[m 1]
    - William Russell  (1809–1872),  Bedford 8. hercege

  - ¹George Russell (1790–1846)[m 2] ∞ Elizabeth Anne Rawdon (1793–1874)
    - ...innen Bedford hercegei és a cím örökösei
    - Odo Russell (1829–1884),  Ampthill 1. bárója
      - Oliver Russell (1869–1935),  Ampthill 2. bárója
        - John Russell (1896–1973),  Ampthill 3. bárója
          - Geoffrey Russell (1921–2011) ,  Ampthill 4. bárója
            - David Russell (1947–),  Ampthill 5. bárója
            - (1) Anthony John Mark Russell (1952–)
              - (2) William Odo Alexander Russell (1986–)

  - ¹John Russell (1792–1878),  Russell 1. grófja ∞² Frances Anna Maria Elliot-Murray-Kynynmound (1820–1898)
    - ²John Russell (1842–1876)[m 3], Amberley vikomt ∞ Katharine Stanley (1842–1874)
      - Frank Russell (1865–1931),  Russell 2. grófja ∞¹ Mabel Edith Russell (1869–1908) ∞² Marion Cooke ∞³ Mary Annette Beauchamp (1866–1941)
      - Bertrand Russell (1872–1970),  Russell 3. grófja ∞¹ Alys Pearsall Smith (1867–1951) ∞² Dora Winifred Black (1894–1986) ∞³ Patricia Helen Spence (1910–2004) ∞4 Edith Finch Russell (1900–1978)
        - ²John Russell (1921–1987),  Russell 4. grófja
          - három lánya: ◎ Felicity (1945–), Sarah (1946–) és Lucy (1948–1975)

        - ³Conrad Russell (1937–2004),  Russell 5. grófja 
          - Nicholas Russell (1968–2014),  Russell 6. grófja
          - John Russell (1971–),  Russell 7. grófja
            - ...jelenleg nincs a címnek örököse

## Magyarul megjelent művei

### Könyvek

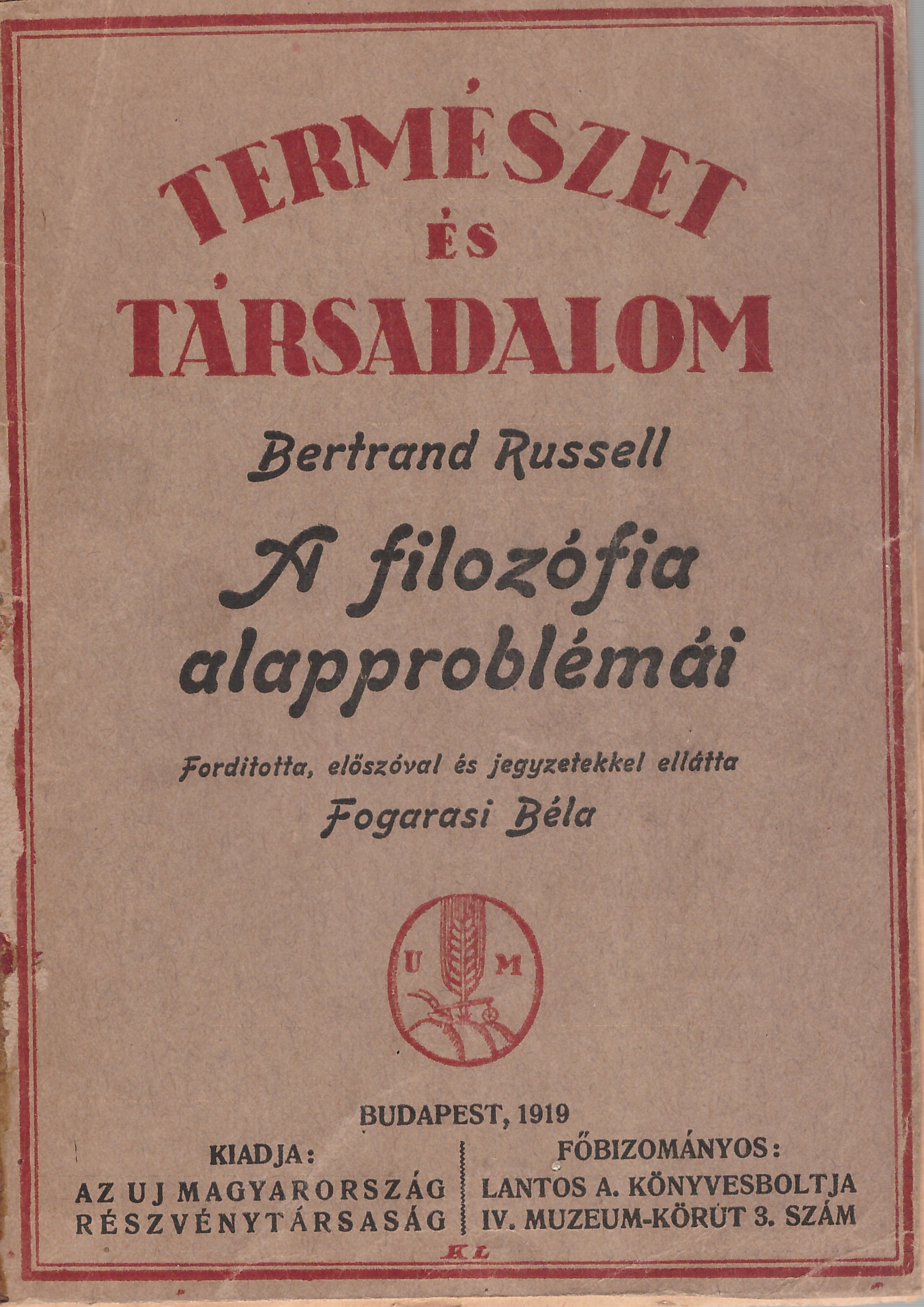
Bertrand Russel: Természet és társadalom. (1919-es kiadás)

- A filozófia alapproblémái; ford., előszó, jegyz. Fogarasi Béla; Új Magyarország, Budapest, 1919 (Természet és társadalom)
- Icarus vagy a tudomány jövője; ford. Incze György; Danubia, Pécs, 1928 (Ma és holnap)
- Kína és a kínai probléma; ford., bev. Geszti Lajos; Athenaeum, Budapest, 1932
- Házasság és erkölcs; ford. Benedek Marcell; Káldor, Budapest, 1934
- Egy évszázad élettörténete 1814–1914, 1-2.; ford. Wertheimsteinné Feiler Anna; Révai, Budapest, 1936
- Miért nem vagyok keresztény?; ford. Dienes Gedeon; Kossuth, Budapest, 1960
- Tudás ismeretség, illetve leírás révén; ford. Molnár Miklós; in: Hagyomány és egyéniség. Az angol esszé klasszikusai; vál. Európa Könyvkiadó munkaközössége, közrem. Ruttkay Kálmán, Ungvári Tamás, utószó Abody Béla, jegyz. Abádi Nagy Zoltán; Európa, Budapest, 1967
- Filozófiai fejlődésem; ford. Fehér Ferenc, jegyz. Bence György; Gondolat, Budapest, 1968 (Gondolkodók)
- Önéletrajz. 1872–1914; ford. Vámosi Pál; Európa, Budapest, 1970
- Miszticizmus és logika és egyéb tanulmányok; ford. Márkus György; Magyar Helikon, Budapest, 1976
- A nyugati filozófia története. A politikai és társadalmi körülményekkel összefüggésben, a legkorábbi időktől napjainkig; ford. Kovács Mihály; Göncöl, Budapest, 1994
- A filozófia alapproblémái; ford. Fogarasi Béla, átdolg. Bánki Dezső; 3. átdolg., bőv. kiad.; Kossuth, Budapest, 1996
- A hatalom és az egyén; ford. Rakovszky Zsuzsa; Kossuth, Budapest, 1997
- A hatalom. A társadalom újszerű elemzése; ford. Ádám András; Typotex, Budapest, 2004 (Civil szellem)

### Rövidebb írásai magyarul az interneten
- A teológus rémálma. Novella
- Miért nem vagyok keresztény? Esszé
- A denotálásról, Simonyi András fordítása illetve On denoting (1905) eredetiben
- Bertrand Russell: A tisztelet szerepe a tanár-diák viszonyban – részlet a Principles of Social Reconstruction c. Könyv Education fejezetéből (1916, 146-147. old.)

### Magyarul
- Bertrand Arthur William Russell
- 35 éve halt meg Bertrand Russell
- Írások szabad demokratikus iskolákról Archiválva 2017. szeptember 7-i dátummal a Wayback Machine-ben

### Angolul
- Adatok Russell Irodalmi Nobel-díjáról
- Bertrand Russell Archívum
- Bertrand Russell Stanford, Encyclopedia of Philosophy
- Bertrand Russell írásai
- The Bertrand Russell Research Centre, McMaster University
- L. Hecht Vélemény Russell filozófiájáról
- A Schiller Institute honlapján lévő írás
- Carol White írása